# Ury (Seine-et-Marne)
Ury ist eine französische Gemeinde im Département Seine-et-Marne in der Île-de-France. Sie gehört zum Kanton Fontainebleau im Arrondissement Fontainebleau. Die Bewohner nennen sich die Uriquois oder Uriquoises.

## Lage
Die Gemeinde liegt im Regionalen Naturpark Gâtinais français.
Sie grenzt im Norden an Fontainebleau, im Osten an Recloses, im Süden an La Chapelle-la-Reine und im Westen an Achères-la-Forêt.
|                  | Fontainebleau                               |          |
| Achères-la-Forêt | Kompassrose, die auf Nachbargemeinden zeigt | Recloses |
|                  | La Chapelle-la-Reine                        |          |

## Bevölkerungsentwicklung
| Jahr      | 1962 | 1968 | 1975 | 1982 | 1990 | 1999 | 2004 | 2009 | 2014 |
| --------- | ---- | ---- | ---- | ---- | ---- | ---- | ---- | ---- | ---- |
| Einwohner | 526  | 483  | 587  | 708  | 706  | 757  | 796  | 811  | 833  |

## Sehenswürdigkeiten

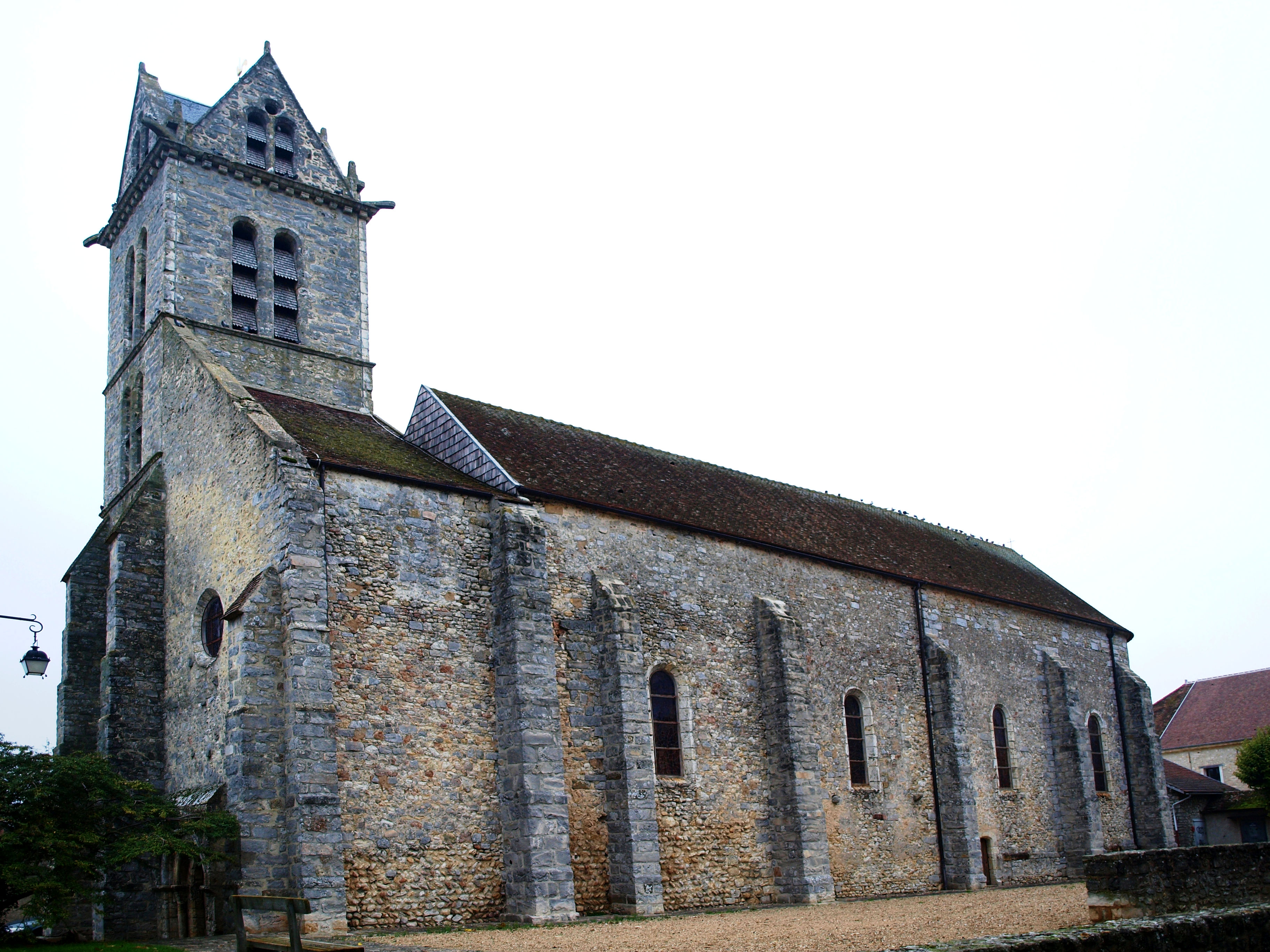
Kirche Saint-Martin

- Kirche Saint-Martin